# Myxosargus fasciatus
Myxosargus fasciatus är en tvåvingeart som beskrevs av Brauer 1882. Myxosargus fasciatus ingår i släktet Myxosargus och familjen vapenflugor. Inga underarter finns listade i Catalogue of Life.